# Hiszpański Komitet Olimpijski
Hiszpański Komitet Olimpijski (hiszp. Comité Olímpico Español, COE) – hiszpańskie stowarzyszenie związków i organizacji sportowych z siedzibą w Madrycie, zajmujące się przede wszystkim organizacją udziału reprezentantów Hiszpanii w igrzyskach olimpijskich. Stowarzyszenie należy do Międzynarodowego Komitetu Olimpijskiego.

## Prezesi
- 1905–1909 Julio Urbina Ceballos-Escalera
- 1909–1921 Gonzalo de Figueroa y Torres
- 1924–1926 Santiago Güell y López
- 1926–1931 Eusebio López y Díaz de Quijano
- 1933–1936 Augusto Pi Suñer
- 1941–1956 José Moscardó Ituarte
- 1956–1967 José Antonio Elola-Olaso
- 1967–1970 Juan Antonio Samaranch Torelló
- 1970–1975 Juan Gich Bech de Careda
- 1975–1976 Tomás Pelayo Ros
- 1976–1980 Benito Castejón Paz
- 1980–1983 Jesús Hermida Cebreiro
- 1983–1984 Romá Cuyás Sol
- 1984–1987 Alfonso de Borbón y Dampierre
- 1987–1998 Carlos Ferrer Salat
- 1998–2002 Alfredo Goyeneche Moreno
- 2002–2005 José María Echevarría y Arteche
- 2005-nadal Alejandro Blanco Bravo